# Bloke
Bloke (Duits: Pfarrdorf) is een gemeente in de Sloveense regio Notranjskokraška en telt 1578 inwoners (2002).
Bloke ligt in het zuiden van Slovenië.

## Plaatsen in de gemeente
Andrejčje, Benete, Bočkovo, Fara, Glina, Godičevo, Gradiško, Hiteno, Hribarjevo, Hudi Vrh, Jeršanovo, Kramplje, Lahovo, Lepi Vrh, Lovranovo, Malni, Metulje, Mramorovo pri Lužarjih, Mramorovo pri Pajkovem, Nemška vas na Blokah, Nova vas, Ograda, Polšeče, Radlek, Ravne na Blokah, Ravnik, Rožanče, Runarsko, Sleme, Strmca, Studenec na Blokah, Studeno na Blokah, Sveta Trojica, Sveti Duh, Škrabče, Škufče, Štorovo, Topol, Ulaka, Velike Bloke, Veliki Vrh, Volčje, Zakraj, Zales, Zavrh
Bloke · Cerknica · Ilirska Bistrica · Loška Dolina · Pivka · Postojna